# اوروسیرین
| ابردوران   | دوران  | دوره      | دیرینگی (میلیون سال) |
| ---------- | ------ | --------- | -------------------- |
| پیشین‌زیستی | نو     | ادیاکاران | ۶۳۵ - ۵۴۱            |
| پیشین‌زیستی | نو     | کریوژنین  | ۸۵۰ - ۶۳۵            |
| پیشین‌زیستی | نو     | تونین     | ۱۰۰۰ - ۸۵۰           |
| پیشین‌زیستی | میانه  | استنین    | ۱۲۰۰ - ۱۰۰۰          |
| پیشین‌زیستی | میانه  | اکتاسین   | ۱۴۰۰ - ۱۲۰۰          |
| پیشین‌زیستی | میانه  | کالیمین   | ۱۶۰۰ - ۱۴۰۰          |
| پیشین‌زیستی | دیرینه | استاترین  | ۱۸۰۰ - ۱۶۰۰          |
| پیشین‌زیستی | دیرینه | اوروسیرین | ۲۰۵۰ - ۱۸۰۰          |
| پیشین‌زیستی | دیرینه | ریاسین    | ۲۳۰۰ - ۲۰۵۰          |
| پیشین‌زیستی | دیرینه | سیدرین    | ۲۵۰۰ - ۲۳۰۰          |

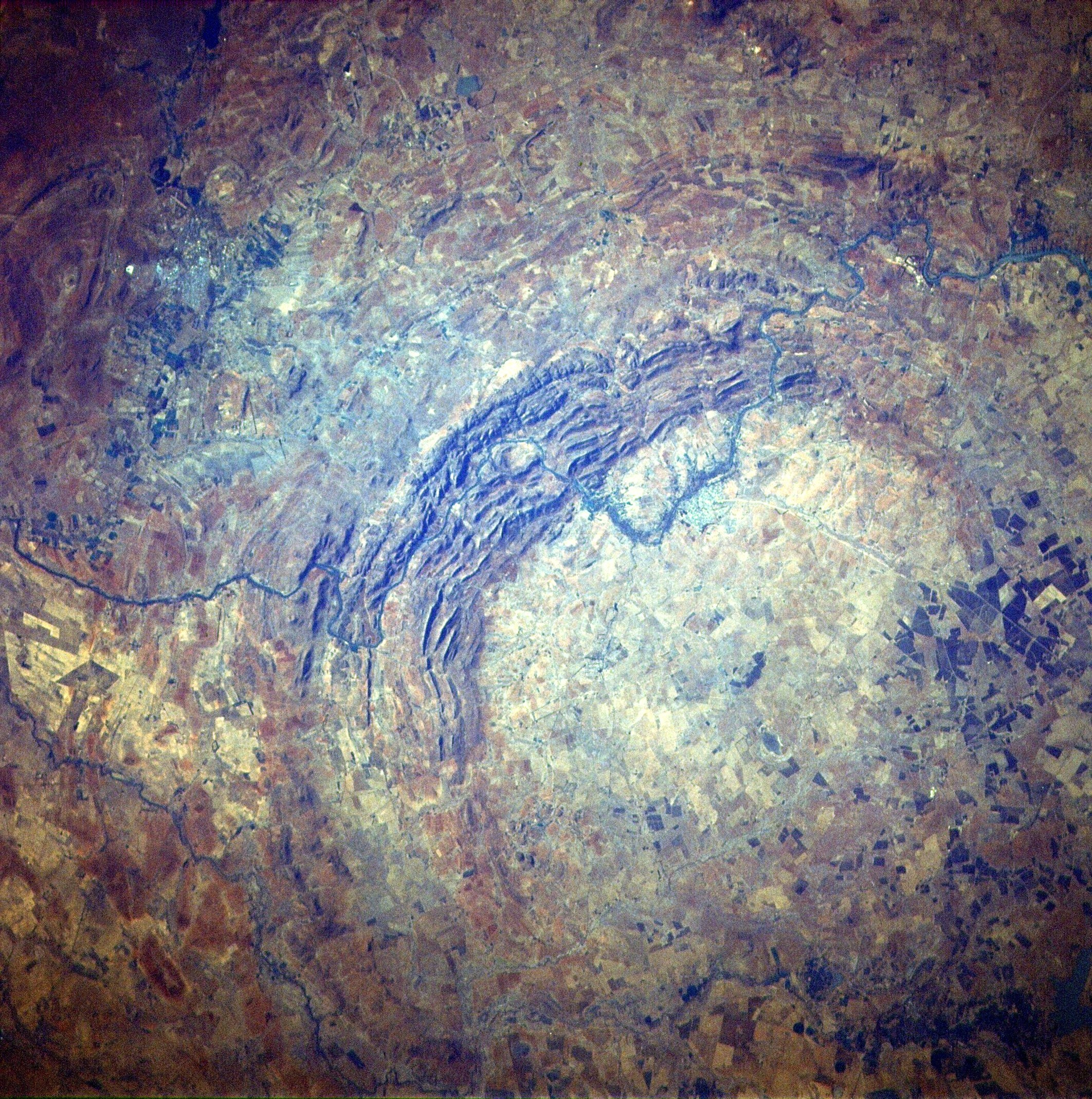
دهانه وردفرت به جا مانده از دوره اوروسیرین از پیشین‌زیستی دیرینه است.

دوره اوروسیرین (به انگلیسی: Orosirian Period) (با تلفظ:  ‎/ˌɒroʊˈsɪəriən/‎ و ریشه یونانی: ὀροσειρά، به معنای "رشته کوه") سومین دوره زمین‌شناسی از پیشین‌زیستی دیرینه است و ۲٫۰۵ – ۱٫۸ میلیارد سال پیش رخ داد. نیمه دوم اوروسیرین فرایند کوه‌زایی در تقریباً تمام قاره‌ها رخ داد.
ابرقاره کلمبیا در انتهای این دوره پدید آمد.